# Chiến tranh Gaza 2014
Chiến tranh Gaza 2014, còn được biết đến với tên gọi Chiến dịch Vành đai Bảo vệ là một chiến dịch quân sự do Lực lượng Phòng vệ Israel tiến hành ở Dải Gaza của Palestine, khai hỏa vào ngày 08 tháng 7 năm 2014. Chiến dịch được tiến hành sau một sự leo thang trước đó giữa Israel và Hamas.
Trong quá trình tìm kiếm ba thanh thiếu niên Israel bị bắt cóc và bị sát hại vào tháng 6 năm 2014, quân đội Israel đã giết chết 10 người Palestine, làm bị thương 130 và bố ráp 500-600 cá nhân Hamas liên quan trong một phần của Chiến dịch Người bảo vệ Anh em. Đáp trả lại, Hamas gia tăng các cuộc tấn công rocket vào Israel. Đến ngày 7 tháng 7, 100 quả rocket đã được bắn từ Gaza vào lãnh thổ Israel, hướng tới Beersheba, Ashdod, Ofakim, Ashkelon, và Netivot và Israel đã công kích Dải Gaza.
Trong đêm đó, Israel tấn công 50 mục tiêu ở Dải Gaza, và ngày 8 tháng 7, các chiến binh Palestine ở Gaza đã bắn hơn 140 quả rocket trong vòng 24 giờ vào Israel, xa về phía bắc Hadera, ngoài Tel Aviv.
Hệ thống phòng thủ chống tên lửa Vòm Sắt của Israel đã chặn được 30 quả rocket.
Kể từ khi chiến sự bùng phát tại Dải Gaza, ít nhất đã có 390 người Palestine thiệt mạng và hơn 3.000 người bị thương trong các cuộc tấn công do Israel tiến hành. Phần lớn các nạn nhân là dân thường Palestine.

## Hậu quả

### Nạn nhân

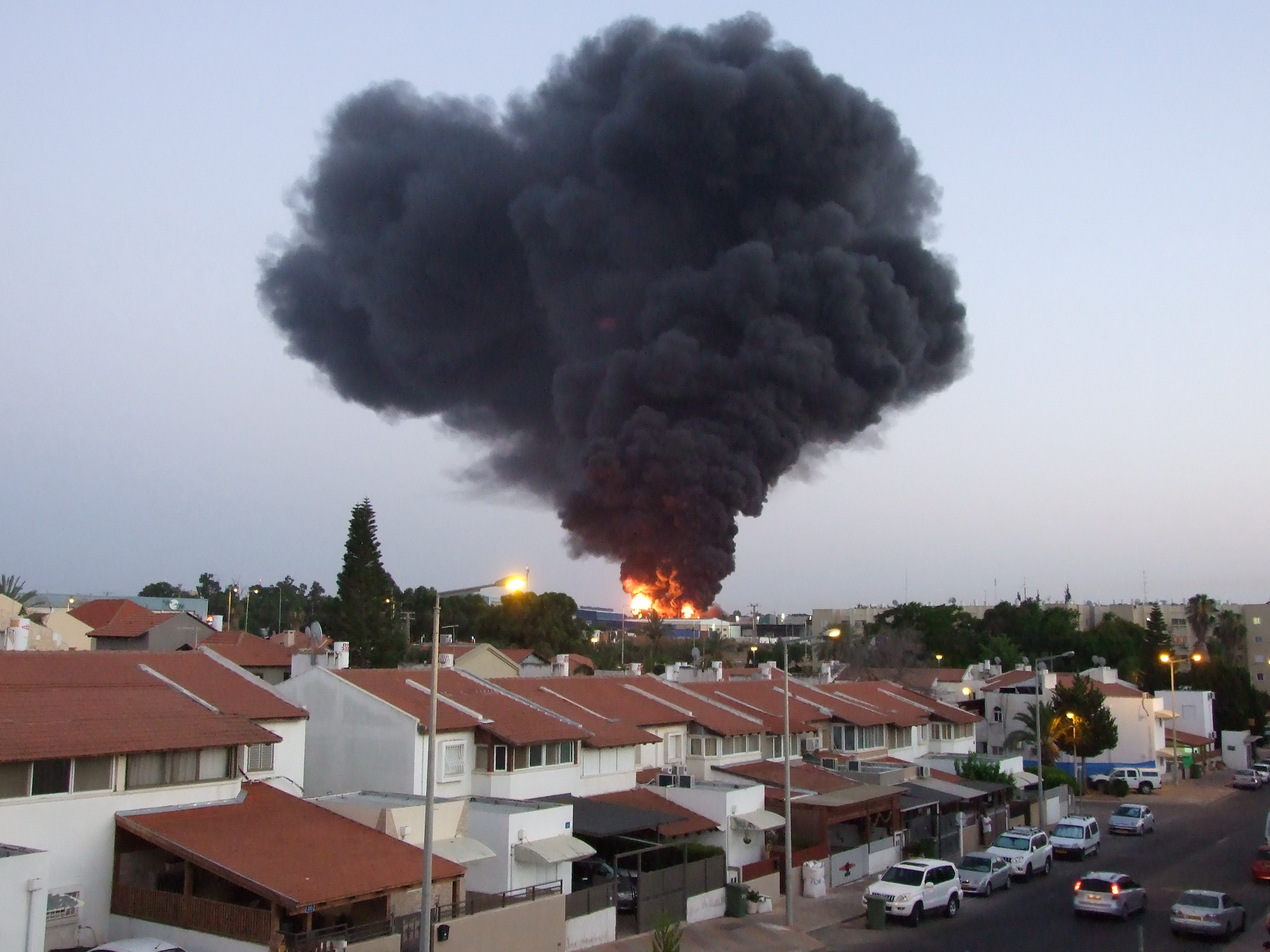
hãng bị cháy ở Sderot vì trúng hỏa tiễn phóng từ dải Gaza vào ngày 28 tháng 6

Theo như loan báo của phía Palestine cho tới ngày 26 tháng 7, ít nhất 1030 người đã bị tử nạn. Theo như văn phòng cứu trợ của UN Ocha thì 2/3 người chết là thường dân, theo như phía Palestine 70% những người bị thương là thường dân, 2/3 những người chết là phụ nữ và trẻ em. Những loan báo về tuổi và giới tính của người chết tuy nhiên có mâu thuẫn với danh sách người chết cả hai bên của đài thông tin Al Jazeera mà được công bố và thường xuyên cập nhật với tên, tuổi và nơi chết. Phía Israel có 3 dân thường và 64 binh sĩ thiệt mạng.